# Juan Velasco Damas
Juan Velasco Damas (* 15. Mai 1977 in Dos Hermanas) ist ein ehemaliger spanischer Fußballspieler.
Velascos erster Verein war Coria CF. 1996 wechselte er zum FC Sevilla. Nach den Jahren bei seinem Heimatklub ging es zu Celta Vigo. Von 2004 bis 2006 spielte der rechte Verteidiger bei Atlético Madrid.
Velasco spielte fünf Mal im spanischen Nationalteam.

## Erfolge
- Teilnahme an der Euro 2000 in Niederlande und Belgien

| Personendaten    | Personendaten             |
| ---------------- | ------------------------- |
| NAME             | Velasco Damas, Juan       |
| KURZBESCHREIBUNG | spanischer Fußballspieler |
| GEBURTSDATUM     | 15. Mai 1977              |
| GEBURTSORT       | Dos Hermanas, Spanien     |